# Sterling Marlin
Statistiques en NASCAR Cup Series
Dernière mise à jour : 18 août 2018 
Sterling Marlin est un ancien pilote américain de NASCAR né le 30 juin 1957. 

## Carrière
Sa carrière en NASCAR Cup Series est principalement marquée par deux victoires consécutives au Daytona 500 en 1994 et 1995. Il remporte au total 10 courses entre 1976 et 2002 et termine le championnat à la 3e place en 1995 et 2001.